# Бяло злато
Бялото злато е ювелирен материал, сплав от злато и поне един бял метал, обикновено никел, платина или паладий, който му придава бял цвят. При по-голямо съотношение на сребро сплавта също има бял цвят, но е с по-матов оттенък. Както и при жълтото злато, чистотата на бялото злато се измерва в карати.
Характеристиките на бялото злато се променят в зависимост от метала, който е използван за сплав, и пропорциите, в които е използван. Най-висококачественото бяло злато е поне 17 карата и е направено от злато и паладий, а понякога има следи от платина.
Доколкото всеки един от осем души е алергичен към никел, през 2000 година Европейският съюз въвежда забрана за употреба на никел при производството на ювелирни изделия от бяло злато.
В България най-често за бижутерия се използва злато 14 карата, което означава около 58,5% чисто златно съдържание в сплавта.
За да придобие истинския блясък, бялото злато може да се родира. Родирането е галваничен процес при който бялото златото се потапя в разтвор с родий и така материалът придобива блестящо бяло покритие.